# Minyons de l'Arboç
|  | Per a altres significats, vegeu «Minyons». |

Els Minyons de l'Arboç són una colla castellera de la vila de l'Arboç, al Baix Penedès, refundada l'any 2002. És l'hereva de la colla que va ser fundada el 1958 i que va desaparèixer el 1985, i de la que aparegué breument l'any 1993.

## Història

### Etapa de 1958 a 1984
L'Arboç era una important plaça castellera des del segle xix, a l'època d'or dels castells, però no va tenir colla pròpia fins a l'any 1958 quan es va crear la primera colla local. En la seva primera etapa la màxima fita dels Minyons d'Arboç va ser un 2 de 7 carregat l'any 1974. L'any 1984 va ser l'última temporada que van actuar, i la colla es va dissoldre el 31 de maig de 1985.

### Etapa de 1993
L'any 1993 es va intentar recuperar la colla, amb Joan Vallès com a cap de colla. Aquell any només es van realitzar quatre actuacions, descarregant el 4 de 6, el 3 de 6 i el 4 de 6 amb l'agulla, i carregant el 2 de 6. En acabar l'any, la convocatòria d'assaig per al 14 de gener de 1994 no va tenir èxit.

### Etapa de 2002 fins a l'actualitat
L'any 2002 la colla es va tornar a refundar, inicialment amb la intenció de només actuar per la Festa Major. Degut a l'èxit de la convocatòria, es van organitzar més actuacions.
L'any 2005 la colla va obtenir el primer lloc en el V Concurs de castells Vila de Torredembarra, fita que van revalidar l'any 2007 en la VI edició d'aquest concurs, i l'any 2009 en la VII edició.
El 2010 la colla va treballar intentar assolir el 4 de 8, finalment el van intentar a Vilanova i la Geltrú sense èxit. El 15 de setembre de 2011 va morir Ramon Rovira, un històric membre de la colla, a conseqüència de les ferides que va patir el diumenge anterior durant una actuació a Montblanc. L'home, de 74 anys i casteller de la colla des del 1958, va rebre un fort cop a la segona vèrtebra cervical després que caigués un 2 de 7 dels Castellers d'Esplugues.
Finalment el 30 de setembre de 2012 la colla assolia la categoria de vuit en carregar el seu primer 4 de 8 en la diada de Sant Miquel a Vilafranca del Penedès.